# South Amboy (New Jersey)
South Amboy – miasto  w hrabstwie Middlesex w stanie New Jersey w Stanach Zjednoczonych.
- Liczba ludności (2009) – 7770
- Powierzchnia – 7 km², z czego 4,0 km²   to powierzchnia lądowa, a 3 km²  wodna
- Położenie – 40°28'53" N  i 74°17'6" W